# ホトトギスガイ
ホトトギスガイ（杜鵑貝）、学名 Musculista senhousia は、イガイ目イガイ科に分類される二枚貝の一種。内湾の砂泥底に生息する小型・薄質の二枚貝である。
和名は野鳥の一種であるホトトギスと同様の縞模様を持つことに由来し、本種も単にホトトギスと呼ばれることがある。本来は日本を含む東アジアの温帯域に分布するが、世界各地の温帯域にも外来種として侵入している。

## 特徴
成貝は殻長3cm、殻高・殻幅とも1cmほどだが、殻長2cm程度の個体が多い。貝殻は卵形・薄質で、殻頂は膨らむが後縁は平たい。殻表は光沢のある緑褐色で、赤褐色の縞模様がジグザグに多数走っている。和名はこの縞模様がホトトギスの胸の縞模様に似ていることに由来している。殻の内面は青白く、僅かに真珠光沢がある。また殻表の縞模様も透けて見える。
北海道から九州、日本以外では朝鮮半島・中国にも分布するが、世界各地の温帯域にも分布を広げている。これは養殖用に持ち出されたカキに付いた個体、または船のバラスト水に混じった幼生が移入先で定着したものと推定されている。
内湾や汽水域に生息し、潮間帯から水深10mほどまでの海底に生息する。アマモやコアマモなどが生える藻場周辺の砂泥底や砂礫底に多いが、転石の下などにも付く。潮が引いた干潟でも見られるが、潮間帯下部の水溜まりが残るような区域におり、干潮の間に乾燥するような所にはいない。また死殻は生息地付近の海岸に多く打ち上げられる。
たくさんの足糸を出して周囲の砂礫粒をくっつけ、直径3-4cmほどの砂礫の塊を作り自分の体を埋める。そのため潮干狩りなどで糸で繋がった砂礫の塊が出た場合は、砂礫を掻き分けると本種を発見できる。しばしば大発生することがあり、多くの個体が集まると足糸と砂粒が絡み合って、砂底の表面をカーペット状に覆ってしまうことがある。また、若い個体は海面に足を伸ばし、浮いて移動することができる。
他の二枚貝と同様に濾過摂食食性で、デトリタスやプランクトンを海水と共に吸い込んで食べる。おもな天敵は沿岸性の魚や大型甲殻類で、ツメタガイやヒメヨウラクなど肉食性の巻貝にも捕食される。

## 人間との関係
分布域の内湾ではよく見られる貝だが、小型のため日本では食用にしていない。中国の潮汕地区ではタイバジルと一緒に炒めて食べる。大発生しカーペット状に固着した場合は、同じ砂地に生息するアサリなどの二枚貝が窒息死してしまい、漁業面で大きな被害を与えることがある。またカーペット状に固まった砂地は糸状藻類などが生えやすくなる。

## 同属種
ヤマホトトギス Musculista japonica (Dunker,1857)
貝殻はホトトギスより前後に細長い。本州中部から東南アジアまで分布し、水深50mまでの泥底に生息する。ホトトギスガイほど密集しない。
ノジホトトギス M. perfragilis (Dunker,1857)
ホトトギスガイより小型で斑紋が不明瞭。本州中部以南に分布し、水深20-100mの泥底に生息する。